# Nachtschwestern
Nachtschwestern ist eine deutsche Krankenhausserie, die im Auftrag von RTL von der UFA produziert wurde.
Die erste Staffel wurde ab dem 30. April 2019 ausgestrahlt. Die zweite Staffel wurde ab dem 5. Mai 2020 immer dienstags um 20:15 auf RTL ausgestrahlt. Am 11. August wurde bekanntgegeben, dass erst einmal keine dritte Staffel produziert wird.

## Handlung
Nach 15 Jahren kehrt die Krankenschwester Ella zurück zum Nachtdienst. Sie weiß, dass ihre ehemals beste Freundin Nora jetzt die Station leitet und allen Grund hat, Ella zu hassen. Doch ihr bleibt keine Wahl. Sie ist frisch getrennt und muss ihre drei Kinder ernähren. Nora versucht alles um Ella so schnell wie möglich aus dem Nachtdienst zu feuern. Doch Ella ist zäh und lässt sich nicht so leicht vergraulen, wie Nora gehofft hatte. Außerdem scheint Nora ein großes Geheimnis zu haben, welches mit der gemeinsamen Vergangenheit von ihr und Ella zusammenhängt.

## Besetzung

### Hauptdarsteller
Sortiert nach der Reihenfolge des Einstiegs:
| Schauspieler         | Rolle                | Episoden   | Zeitraum  | Zusatzinformationen                                                                               |
| -------------------- | -------------------- | ---------- | --------- | ------------------------------------------------------------------------------------------------- |
| Mimi Fiedler         | Nora Altmeyer        | 1–20       | 2019–2020 | Stationsleiterin Mutter von Milo, Ex-Affäre von Karim                                             |
| Ines Quermann        | Ella Fink            | 1–20       | 2019–2020 | Krankenschwester, stellv. Stationsleitung Mutter von Celina, Lara und Linus, Ehefrau von Matthias |
| Isabel Berghout      | Dr. Claudia Cramer   | 1–10       | 2019      | Ärztin, Ex-Freundin von Sebastian                                                                 |
| Oliver Franck        | Dr. Sebastian Sander | 1–20       | 2019–2020 | Oberarzt der Chirurgie, Leiter der Notaufnahme Ex-Freund von Claudia                              |
| Nassim J. Avat       | Karim Asfari         | 1–20       | 2019–2020 | Krankenpfleger Ex-Affäre von Nora                                                                 |
| Marc Dumitru         | Dr. Jan Kühnert      | 1–20       | 2019–2020 | Assistenzarzt Sohn von Prof. Kühnert, Ex-Affäre von Samira                                        |
| Valerie Huber        | Kiki Schmitz         | 1–20       | 2019–2020 | Krankenschwester                                                                                  |
| Christian Koerner    | Carsten Bachmann     | 1–20       | 2019–2020 | Klinikleiter                                                                                      |
| Elias Kaßner         | Milo Altmeyer        | 1–20       | 2019–2020 | Auszubildendener Sanitäter Sohn von Nora und Matthias                                             |
| Sıla Şahin-Radlinger | Samira Akgün         | 1–10 17–20 | 2019–2020 | Medizinische Fachangestellte Ex-Affäre von Jan                                                    |
| Martin Gruber        | Dr. Matthias Fink    | 7–20       | 2019–2020 | Oberarzt der Gynäkologie Vater von Celina, Lara, Linus und Milo, Ehemann von Ella                 |
| Sarah Hannemann      | Meike Lutz           | 11–20      | 2020      | Krankenschwester, vertretende Empfangsdame                                                        |
| Linda Marlen Runge   | Dr. Leonie Mertens   | 12–20      | 2020      | Assistenzärztin                                                                                   |
| Jana Schölermann     | Nadine Thielemann    | 14–20      | 2020      | Krankenschwester, Interims-Stationsleitung                                                        |

### Nebendarsteller
Sortiert nach der Reihenfolge des Einstiegs:
| Schauspieler       | Rolle                    | Episoden  | Zeitraum  | Zusatzinformationen           |
| ------------------ | ------------------------ | --------- | --------- | ----------------------------- |
| Lea Freund         | Celina Fink              | 1–20      | 2019–2020 | Tochter von Ella und Matthias |
| Emilia Eidt        | Lara Fink                | 1–20      | 2019–2020 | Tochter von Ella und Matthias |
| Talin Bartholomäus | Linus Fink               | 1 7–10 16 | 2019–2020 | Sohn von Ella und Matthias    |
| Oliver Clemens     | Chris Friedrichs         | 1–20      | 2019–2020 | Polizist                      |
| Manfred Callsen    | Prof. Dr. Ulrich Kühnert | 1–10      | 2019      | Chefarzt Vater von Jan        |
| Sebastian Kowski   | Prof. Dr. Ulrich Kühnert | 15–16     | 2020      | Chefarzt Vater von Jan        |

## Episoden

### Übersicht
| Staffel | Episodenanzahl | Erstveröffentlichung (TVNOW) | Erstveröffentlichung (TVNOW) | Erstausstrahlung (RTL) | Erstausstrahlung (RTL) |
| Staffel | Episodenanzahl | Staffelpremiere              | Staffelfinale                | Staffelpremiere        | Staffelfinale          |
| ------- | -------------- | ---------------------------- | ---------------------------- | ---------------------- | ---------------------- |
| 1       | 10             | 22. April 2019               | 10. Juli 2019                | 30. April 2019         | 16. Juli 2019          |
| 2       | 10             | 28. April 2020               | 30. Juni 2020                | 5. Mai 2020            | 7. Juli 2020           |

### Staffel 1
| Nr. (ges.) | Nr. (St.) | Originaltitel     | Erstausstrahlung D | Regie               | Drehbuch            |
| ---------- | --------- | ----------------- | ------------------ | ------------------- | ------------------- |
| 1          | 1         | Neuanfang         | 30. Apr. 2019      | Christoph Heininger | Sarah Höflich       |
| 2          | 2         | Vorurteile        | 7. Mai 2019        | Christoph Heininger | Sarah Höflich       |
| 3          | 3         | Gerechtigkeit     | 14. Mai 2019       | Christoph Heininger | Richard Hammersbach |
| 4          | 4         | Wendepunkt        | 28. Mai 2019       | Christoph Heininger | Sarah Höflich       |
| 5          | 5         | Ausnahmezustand   | 4. Juni 2019       | Gudrun Scherer      | Nina Blum           |
| 6          | 6         | Lebenswert        | 11. Juni 2019      | Gudrun Scherer      | Kristin Schade      |
| 7          | 7         | Familienbande     | 25. Juni 2019      | Tina Kriwitz        | Sarah Höflich       |
| 8          | 8         | Schicksalsschläge | 2. Juli 2019       | Gudrun Scheerer     | Richard Hammersbach |
| 9          | 9         | Sturmwarnung      | 9. Juli 2019       | Tina Kriwitz        | Nina Blum           |
| 10         | 10        | Todesangst        | 16. Juli 2019      | Gudrun Scheerer     | Christoph Heininger |

### Staffel 2
| Nr. (ges.) | Nr. (St.) | Originaltitel  | Erstausstrahlung D | Regie               | Drehbuch                                  |
| ---------- | --------- | -------------- | ------------------ | ------------------- | ----------------------------------------- |
| 11         | 1         | Fluchtinstinkt | 5. Mai 2020        | Christoph Heininger | Sarah Höflich                             |
| 12         | 2         | Lebenslügen    | 12. Mai 2020       | Christoph Heininger | Dagmar Effler                             |
| 13         | 3         | Herzversagen   | 19. Mai 2020       | Christoph Heininger | Nina Blum                                 |
| 14         | 4         | Schuldgefühle  | 26. Mai 2020       | Christoph Heininger | Kristin Schade, Julia Meimberg            |
| 15         | 5         | Zusammenhalt   | 2. Juni 2020       | Christian Singh     | Miriam Helck, Henning Heup, Sarah Höflich |
| 16         | 6         | Schockzustand  | 9. Juni 2020       | Gudrun Scheerer     | Julia Meimberg, Kristin Schade            |
| 17         | 7         | Kampfgeist     | 16. Juni 2020      | Gudrun Scheerer     | Nina Blum, Andreas Fuhrmann               |
| 18         | 8         | Hochspannung   | 23. Juni 2020      | Tina Kriwitz        | Dagmar Effler, Richard Hammersbach        |
| 19         | 9         | Seitenwechsel  | 30. Juni 2020      | Tina Kriwitz        | Dagmar Effler, Richard Hammersbach        |
| 20         | 10        | Schmerzgrenze  | 7. Juli 2020       | Tina Kriwitz        | Julia Meimberg, Kristin Schade            |

## Produktion und Hintergrund
Die erste Staffel der Serie wurde 2019 gezeigt.
Die Innenaufnahmen der Serie entstanden in der ehemaligen Lungenklinik Heckeshorn im Berliner Stadtteil Wannsee.
Die Außenaufnahmen des Krankenhauses zeigen das in Köln real existierende St. Marien-Hospital unweit des Kölner Hauptbahnhofes, welches in der Serie aber den fiktiven Namen „Klinikum Köln West“ oder kurz „KKW“ trägt. Wenn die Crew nach Schichtende auf der Dachterrasse beispielsweise eine Zigarette raucht und dabei die Nacht Revue passieren lässt, sieht man im Hintergrund die in unmittelbarer Nachbarschaft gelegene Basilika St. Kunibert, weshalb das Krankenhaus früher auch einmal „Kunibertkloster“ genannt wurde. Weiterhin werden verschiedene Ort in Köln gezeigt (z. B. Hohenzollernbrücke, Musical Dome am Hauptbahnhof Köln, Rudolfplatz usw.).
Am 9. August 2019 wurde die erste Staffel auf DVD veröffentlicht.
Vor der Erstausstrahlung der letzten Folge der ersten Staffel wurde bekannt, dass eine zweite Staffel produziert werden soll. Der siebenköpfige Hauptcast des Formats, bestehend aus Ines Quermann, Mimi Fiedler, Oliver Franck, Sila Sahin-Radlinger, Nassim Avat, Valerie Huber und Marc Dumitru, soll auch in der zweiten Staffel dabei sein.
Zudem wurde im Herbst 2019 bekannt, dass neben bisherigen Darstellern auch die ehemaligen GZSZ-Darsteller Linda Marlen Runge, die ehemalige Unter-uns-Darstellerin Sarah Hannemann und die ehemalige Verbotene-Liebe-Darstellerin Jana Schölermann zum Cast der neuen Staffel gehören werden.
Juliette Greco (vormals Darstellerin bei Alles was zählt) und Oliver Petszokat (ehemals Darsteller bei Gute Zeiten, schlechte Zeiten) waren in Staffel zwei jeweils in einer Episodenhauptrolle zu sehen.
Am 30. Juni 2020 erwähnte der Darsteller Nassim J. Avat, dass ihm während des Drehs zu einer Kampfszene von seinem Spielpartner Oliver Franck versehentlich das Nasenbein gebrochen wurde.